# Nascuda lliure
Nascuda lliure (títol original en anglès: Born Free) és una pel·lícula britànica de James Hill estrenada el 1966. Protagonitzada per la parella de la vida real Virginia McKenna i Bill Travers com a Joy i George Adamson, també parella en la vida real i que van criar la lleona Elsa, un cadell de lleó orfe, a l'edat adulta i que va ser alliberat a la vida salvatge de Kenya. La pel·lícula va ser produïda per Open Road Films Ltd. i Columbia Pictures. El guió, escrit per Lester Cole que va formar part de la Llista negra de Hollywood (sota el pseudònim de "Gerald L.C. Copley"), es basava en el llibre de no-ficció Born Free de Joy Adamson del 1960. La pel·lícula va ser dirigida per James Hill i produïda per Sam Jaffe i Paul Radin. Nascuda lliure, i la seva partitura musical de John Barry, van guanyar nombrosos premis, així com la cançó principal amb lletra de Don Black i cantada per Matt Monro. Ha estat doblada al català.

## Argument
En un lloc indeterminat del nord de Kenya, un home es mort i menat per un lleó mascle. George Adamson (Bill Travers), guardabosc britànic, és enviat per matar el lleó i també la seva femella, que carrega contra ell en defensa dels seus tres cadells. George porta els tres cadells a casa de la seva dona Joy (Virginia McKenna) i els cria. Anomenen els cadells Big One, Lastika i Elsa, que és la més jove i a la qual Joy i George estan especialment units. Quan els cadells es fan massa grans, els dos més grans són enviats al Zoològic de Rotterdam, però els Adamson decideixen quedar-se amb Elsa.
Alguns anys després, Joy i George aviat hauran de viatjar a Kiunga degut a que, segons el seu cap, John Kendall (Geoffrey Keen), hi ha un lleó que mata cabres en un poble local. George aconsegueix matar el lleó amb èxit i ell i Joy poden compartir unes vacances especials amb Elsa, anant a parar a l'oceà Índic. En tornar a la província del Nord, els Adamsons s’assabenten que Elsa ha causat una estampida massiva d’elefants. Kendall afirma que els Adamsons ja no poden mantenir Elsa i que han de trobar un zoològic per acollir-la. No obstant això, Joy vol ensenyar a Elsa a sobreviure en llibertat. Kendall li dona tres anys de gràcia als Adamson a contracor.
Joy i George viatgen al Parc Nacional de Meru on pretenen alliberar Elsa. Inicialment, intenten presentar Elsa a un lleó mascle, que no li fa cas. La deixen durant la nit amb una matança fresca de zebra, però tornen al matí trobant-la sola. Elsa es portada de nou a la selva, però no aconsegueix matar, sent atacada per un facoquer en una d’aquestes sortides. Finalment, Joy i George decideixen deixar Elsa al matí durant almenys una setmana i canviar la ubicació del seu campament perquè la lleona pugui ser més independent. Així i tot, la troben greument ferida (possiblement per lleons salvatges). Joy encara creu que pot ensenyar a Elsa a sobreviure mentre s’oposa a enviar-la a un zoo, on no tindrà llibertat. Aquesta demostra ser una bona decisió, ja que Elsa finalment comença a abandonar els Adamsons durant dies i, finalment, fa diverses matances. Els Adamsons la porten a la seva prova final: un intent d’unir-se a un orgull salvatge. Elsa aconsegueix lluitar contra una lleona salvatge i s’accepta a la manada. Joy i George estan molt contents en tenir èxit, però prometen tornar a veure a la seva estimada amiga quan tornin a Kenya.
Un any després, els Adamsons tornen a Kenya i tarden una setmana en trobar Elsa. Estan encantats de veure que Elsa ha tingut èxit com a lleó salvatge i ara és mare de tres cadells. Tanmateix, Joy i George coincideixen que no interactuaran amb els cadells, cosa que els permetrà sobreviure com a lleons salvatges.

## Repartiment
- Virginia McKenna: Joy Adamson
- Bill Travers: George Adamson
- Geoffrey Keen: Kendall
- Peter Lukoye: Nuru
- Omar Chambati: Nakkede
- Bill Godden: Sam
- Bryan Epsom: Baker

## Premis i nominacions[calcitació]

### Premis
- 1967: Oscar a la millor banda sonora per John Barry
- 1967: Oscar a la millor cançó original per John Barry (música) i Don Black (lletres) amb "Born Free"

### Nominacions
- 1967: Globus d'Or a la millor pel·lícula dramàtica
- 1967: Globus d'Or a la millor actriu dramàtica per Virginia McKenna
- 1967: Globus d'Or a la millor cançó original per John Barry (música) i Don Black (lletres) amb "Born Free"
- 1967: Grammy a la millor banda sonora original escrita per pel·lícula o televisió per John Barry

La pel·lícula ha estat reconeguda per l'American Film Instituteen les llistes: 2004: AFI's 100 Anys...100 Cançons: "Born Free" (nominada), i 2005: AFI's 100 Years of Film Scores (nominada).

## Al voltant de la pel·lícula
La pel·lícula és l'adaptació de la novel·la de l'escriptora Joy Adamson Born Free, basada en una història real. El 1972, es va rodar una continuació per Jack Couffer, titulada Living Free.
Un documental de Nascuda lliure, titulat The Lions Are Free, es va publicar el 1969. La pel·lícula segueix l’actor protagonista de Nascuda lliure, Bill Travers, quan viatja a una zona remota de Kenya per visitar George Adamson i diversos lleons amics dels Adamson.
El 1974 es va emetre per NBC una sèrie de televisió estatunidenca de 13 capítols, titulada Born Free, protagonitzada per Diana Muldaur i Gary Collins com a Joy i George Adamson. La sèrie va ser seguida posteriorment per una pel·lícula de televisió el 1996 anomenada Born Free: A New Adventure, amb Linda Purl i Chris Noth. Joy i George Adamson no apareixen com els personatges principals de la història. Posteriorment va generar una altra sèrie de televisió el 1998.
To Walk with Lions (1999) representa els darrers anys de la vida de George Adamson, tal com es veu a través dels ulls del seu ajudant, Tony Fitzjohn. George és retratat per Richard Harris i Honor Blackman fa una breu aparició com a Joy.
El documental d’una hora sobre Natura, Elsa’s Legacy: The Born Free Story, es va estrenar en episodis de la PBS el gener del 2011. Inclou una col·lecció d’imatges d’arxiu i una exploració de la vida de Joy i George Adamson durant els anys posteriors a la publicació de la pel·lícula.
La lleona Elsa real va viure de 1956-1961. A la pàgina Tribute to Elsa the Lioness s'hi troba allotjat material audiovisual i imprès sobre el personatge i la pel·lícula. Existeix també la fundació Born Free dedicada a la preservació de la vida salvatge i evitar el sofriment animal.